# Vlag van IJsselmuiden

Vlag van IJsselmuiden
(1994-2001)

Vlag van IJsselmuiden
(1938-1994)

De vlag van IJsselmuiden werd in 1994 bij raadsbesluit vastgesteld als de gemeentelijke vlag van de Overijsselse gemeente IJsselmuiden. Op 1 januari 2001 ging de gemeente op in de gemeente Kampen, waardoor de vlag als gemeentevlag kwam te vervallen.

## Beschrijving
De beschrijving luidt: 
Drie horizontale banen van wit en blauw, de blauwe baan gegolfd; de bovenste baan beladen met twee merletten van rood,gelijk verdeeld over de lengte; op het midden van de onderste baan een rode merlet.
De vlag toont hetzelfde beeld als het gemeentewapen. Het ontwerp is van drs. J.F. van Heyningen.

## Eerdere vlag
Tot de vaststelling van de vlag in 1994 gebruikte IJsselmuiden een vlag die was afgeleid van de defileervlag die de gemeente in 1938 ter gelegenheid van het defilé in Amsterdam tijdens de viering van het veertigjarig regeringsjubileum van koningin Wilhelmina uitgereikt had gekregen. Hoewel deze voor eenmalig gebruik waren bedoeld heeft een aantal gemeenten, waaronder IJsselmuiden, de vlag als gemeentevlag in gebruik genomen.

## Verwante symbolen

Wapen van IJsselmuiden

Ambt Delden 
· Avereest 
· Bathmen 
· Blokzijl 
· Brederwiede 
· Den Ham 
· Denekamp 
· Diepenheim 
· Diepenveen 
· Genemuiden 
· Goor 
· Gramsbergen 
· Hasselt 
· Heino 
· Holten 
· IJsselham 
· IJsselmuiden 
· Markelo 
· Nieuwleusen 
· Noordoostpolder 
· Olst 
· Ootmarsum 
· Rijssen 
· Stad Delden 
· Steenwijk 
· Steenwijkerwold 
· Urk 
· Vollenhove 
· Vriezenveen 
· Wanneperveen 
· Weerselo
· Wijhe 
· Zwartsluis 
· Zwollerkerspel